# Csillaghy József (alispán)
Pacséri Csillaghy József (Alsókubin, Árva vármegye, 1830. február 7. – Isztebne, Árva vármegye, 1894. október 7.) magyar nemes, 1875–1890 között Árva vármegye alispánja, országgyűlési képviselő, 1848-as huszártiszt, az ágostai hitvallású esperesség főfelügyelője, földbirtokos.

## Családja és származása

A pacséri Csillaghy család címere

Az ágostai hitvallású nemesi származású pacséri Csillaghy család sarja. Apja pacséri Csillaghy Sámuel (1770–1850), közbirtokos, uradalmi felügyelő, anyja felsőkubini Meskó Julianna (1802–1851) volt. Az anyai nagyszülei felsőkubini Meskó Gáspár (1751–1810), Árva megyei nemesi pénztárnok, földbirtokos, és felsőkubini Kubinyi Karolina (1770–1814) voltak. Csillaghy Sámuel az árvai uradalom intézője, neje felsőkubini Meskó Julianna és gyermekei 1844. május 22-én magyar nemességet és családi cimert, valamint a "pacséri" nemesi előnevet szerezték meg adományban V. Ferdinánd magyar királytól. Csillaghy József alispánnak a fivére pacséri Csillaghy Károly (1832–1906), földbirtokos.

## Élete
Az 1848 szabadságharcban-as vett részt. 1848 őszén beáll a honvédsereghez csatlakozott 8. Koburg huszárezredhez. Őrmesterként szolgált; ezrede bácskai hadszíntéren küzdő osztályánál (a IV. hadtestben), 1849. július 20. Ezután hadnagy volt az ezred szegedi táborban szerveződő 9. századánál.
1850. április 4-én besorozták a 22. gyalogezredhez. Hamarosan leszerelték.
1867-ben az Árva megyei Honvédegylet tagja. 1875-ben az alsókubini választókerületben szabadelvű országgyűlési képviselővé választották, ám 1878-ban, még a ciklus vége előtt lemondott. 1875. és 1890 között Árva vármegye alispánja. Csillaghy József egyik vezető embere volt a felvidéki magyarságnak, mint Deák Ferenc lelkes, tántoríthatatlan híve, egész életén át, törhetetlen harcosa volt az akkori tiszta liberalizmusnak és a magyar nemzeti eszméknek.

## Családja és leszármazottjai
1851. március 19., Isztebnén, feleségül vette az előkelő köznemesi származású sédeni Ambrózy családból való sédeni Ambrózy Anna (Isztebne, 1834. május 22.–Isztebne, 1921. március 20.) kisasszonyt, akinek a szülei sédeni Ambrózy Károly (1790–1846), földbirtokos és bajcsi Bajcsy Anna Teréz (1804–1893) voltak. Az apai nagyszülei sédeni Ambrózy Mihály (1759–1821), földbirtokos, és okolicsnói Okolicsányi Erzsébet (1770–1812) voltak. Az anyai nagyszülei baicsi Bajcsy Antal, árvai főszolgabíró, földbirtokos, és liptószentiváni Szent-Iványi Anna voltak. Csillaghy József és Ambrózy Anna frigyéből született:
- Csillaghy József (Isztebne, 1853. március 17.–Balatonfüred, 1921. január 17.), Árva vármegye főispánja, a Lipót-rend lovagja, nagybirtokos.[21] Neje: felsőkubini és deménfalvi Kubinyi Irén Mária (Bohunic, 1874. január 16.–Gyönk, 1950. december 27.).[22][23]
- Csillaghy Etelka (Isztebne, 1856. május 15. – Isztebne, 1871. szeptember 15.)
- Csillaghy Anna (Isztebne, 1857. július 27. – Budapest, 1875. március 22.)[24]
- Csillaghy Nathalie (Isztebne, 1859. július 29. – Lestin, 1938. október 15.).[25] Férje: domanoveczi és lestinei Zmeskál Aladár (1854. március 28.–Lestin, 1912. február 20.), az alsókubini járás főszolgabirája.[26]
- Csillaghy István (Isztebne, 1860. augusztus 17. – Isztebne, 1926. március 9.), Árva vármegye főjegyzője, a Ferenc József-rend lovagja, földbirtokos. Nőtlen.[27]
- Csillaghy Sándor (Isztebne, 1865. december 9. – Isztebne, 1888. augusztus 18.)
- Csillaghy László (Isztebne, 1868. június 2. – Isztebne, 1888. január 2.)
- Csillaghy Margit (Isztebne, 1869. december 10. – Budapest, 1946. január 25.).[28] Férje: tharnói Kostyál Zsigmond (Nyitra, 1862. május 20. – Budapest, 1917. október 20.), a közös állami számvevőszék alelnöke, udvari tanácsos, udvari titkár, a Lipót-rend lovagja.[29][30]